# Гат, Йожеф
Йо́жеф Гат (венг. Gát József; 26 декабря 1913 года, Секешфехервар — 2 июля 1967 года, Будапешт) — венгерский пианист, клавесинист и музыкальный педагог.

## Биография
Родился в еврейской семье.
В 1938 г. окончил Музыкальную академию Ференца Листа в Будапеште у Золтана Кодая, Белы Бартока и Арнольда Секея. Вследствие дискриминационной политики нацистов испытывал трудности в трудоустройстве, а в период Второй мировой войны был вынужден скрываться. Более 30 его родственников, включая родителей и первую жену, погибли в нацистских концентрационных лагерях.
С 1949 г. преподавал в Музыкальной академии Ференца Листа (среди учеников, в частности, Илона Пруньи и Тамаш Вашари). Известен как методист, опубликовал ряд учебников, среди которых особой популярностью пользовалась «Техника фортепианной игры» (венг. A zongorajáték technikája; 1954), переведённая на восемь языков, в том числе на русский (1957, 4-е издание 1973). Подготовил венгерские издания широкого диапазона произведений — от «24 мотетов» Орландо Лассо до сочинений М. И. Глинки.
Как исполнитель Гат считается инициатором возрождения клавесина в Венгрии, начавшегося с приобретения им первого собственного инструмента в 1952 году. В 1955 году несколько старинных инструментов были представлены Гатом на концерте в Большом зале Академии имени Листа. Он записал исполненные на клавесине Гольдберг-вариации Иоганна Себастьяна Баха (1963) и альбом пьес Франсуа Куперена (1966). Обе записи воспроизведены в 1999 г. на CD компанией Hungaroton (HRC 1001, HRC 1013).
Умер от сердечного приступа.

### Семья
Дочь — Эстер Фонтана (венг. Eszter Fontana).

## Память
Композитор Джереми Пейтон-Джонс (англ. Jeremy Peyton Jones) написал для клавесина «Памяти Гата и Бродского» (англ. In Memoriam Gát and Brodszky) в 3-х частях; первое исполнение состоялось в 2007 г. в Норидже.